# 勞斯維爾 (北卡羅萊納州)
勞斯維爾（英語：Lowesville）是位於美國北卡羅萊納州林肯縣的普查規定居民點。

## 人口
根據2020年美國人口普查的數據，勞斯維爾的面積為17.62平方千米，當中陸地面積為17.60平方千米，而水域面積為0.02平方千米。當地共有人口3281人，而人口密度為每平方千米186.21人。